# Визурешти (Дамбовица)
Визурешти (рум. Vizurești) насеље је у Румунији у округу Дамбовица у општини Чоканешти. Oпштина се налази на надморској висини од 126 m.

## Становништво
Према подацима из 2002. године у насељу је живело 1111 становника.

### Попис2002.
| Расподела становништва по националности 2002.‍ | Расподела становништва по националности 2002.‍ | Расподела становништва по националности 2002.‍ | Расподела становништва по националности 2002.‍ | Расподела становништва по националности 2002.‍ |
| --------------------------------------------- | --------------------------------------------- | --------------------------------------------- | --------------------------------------------- | --------------------------------------------- |
|                                               |                                               |                                               |                                               |                                               |
| Румуни                                        | Румуни                                        |                                               | 981                                           | 88,3%                                         |
| Роми                                          | Роми                                          |                                               | 130                                           | 11,7%                                         |